# Anne Astin
Anne Marie Astin (Durham, 1973) es una bioquímica y experta forense australiana. Fue incorporada al Cuadro de Honor de Mujeres Victoria en 2010 y recibió una Medalla de Servicio Público en los Honores de Cumpleaños de la Reina 2011 (Australia). Es notable por su papel en el desarrollo y la regulación de los productos lácteos, y su trabajo de defensa con respecto a los estándares de seguridad alimentaria.

## Educación
Astin nació en Durham.  Recibió un doctorado en Bioquímica en 1976, una licenciatura con honores en ciencias en bioquímica y una licenciatura en ciencias en química y bioquímica en 1973, todos en la Universidad de Liverpool. Más tarde recibió un certificado de la Universidad de Griffith para la Gestión del Sector Público.

## Carrera
Fue animada a entrar en este campo de trabajo por su madre, quien la empujó a buscar roles femeninos no tradicionales.  Comenzó su carrera docente en la Universidad de Monash. Posteriormente, se convirtió en una experta forense, se centró en la policía y más tarde se unió a la industria láctea. Se convirtió en directora ejecutiva de la Autoridad de Seguridad de Productos Lácteos en el Gobierno de Victoria.
Es la presidenta del Instituto Australiano de Ciencia y Tecnología de Alimentos.